# Knínice (Lovečkovice)
Knínice je vesnice, část obce Lovečkovice v okrese Litoměřice. Nachází se asi tři kilometry severozápadně od Lovečkovic. Knínice leží v katastrálním území Knínice u Touchořin o rozloze 4,39 km².

## Historie
První písemná zmínka o vesnici pochází z roku 1359.

## Obyvatelstvo
Při sčítání lidu v roce 1921 zde žilo 319 obyvatel (z toho 144 mužů), z nichž byli tři Čechoslováci a 316 Němců. Kromě tří evangelíků byli římskými katolíky. Podle sčítání lidu z roku 1930 měla vesnice 299 obyvatel: tři Čechoslováky a 296 Němců. Čtyři z nich byli evangelíky, jeden žid a ostatní se hlásili k římskokatolické církvi.
|           | 1869 | 1880 | 1890 | 1900 | 1910 | 1921 | 1930 | 1950 | 1961 | 1970 | 1980 | 1991 | 2001 | 2011 |
| --------- | ---- | ---- | ---- | ---- | ---- | ---- | ---- | ---- | ---- | ---- | ---- | ---- | ---- | ---- |
| Obyvatelé | 374  | 325  | 312  | 291  | 342  | 319  | 299  | 143  | 122  | 85   | 46   | 28   | 24   | 52   |
| Domy      | 66   | 70   | 68   | 69   | 66   | 64   | 61   | 59   | 27   | 24   | 15   | 20   | 23   | 33   |

## Další fotografie

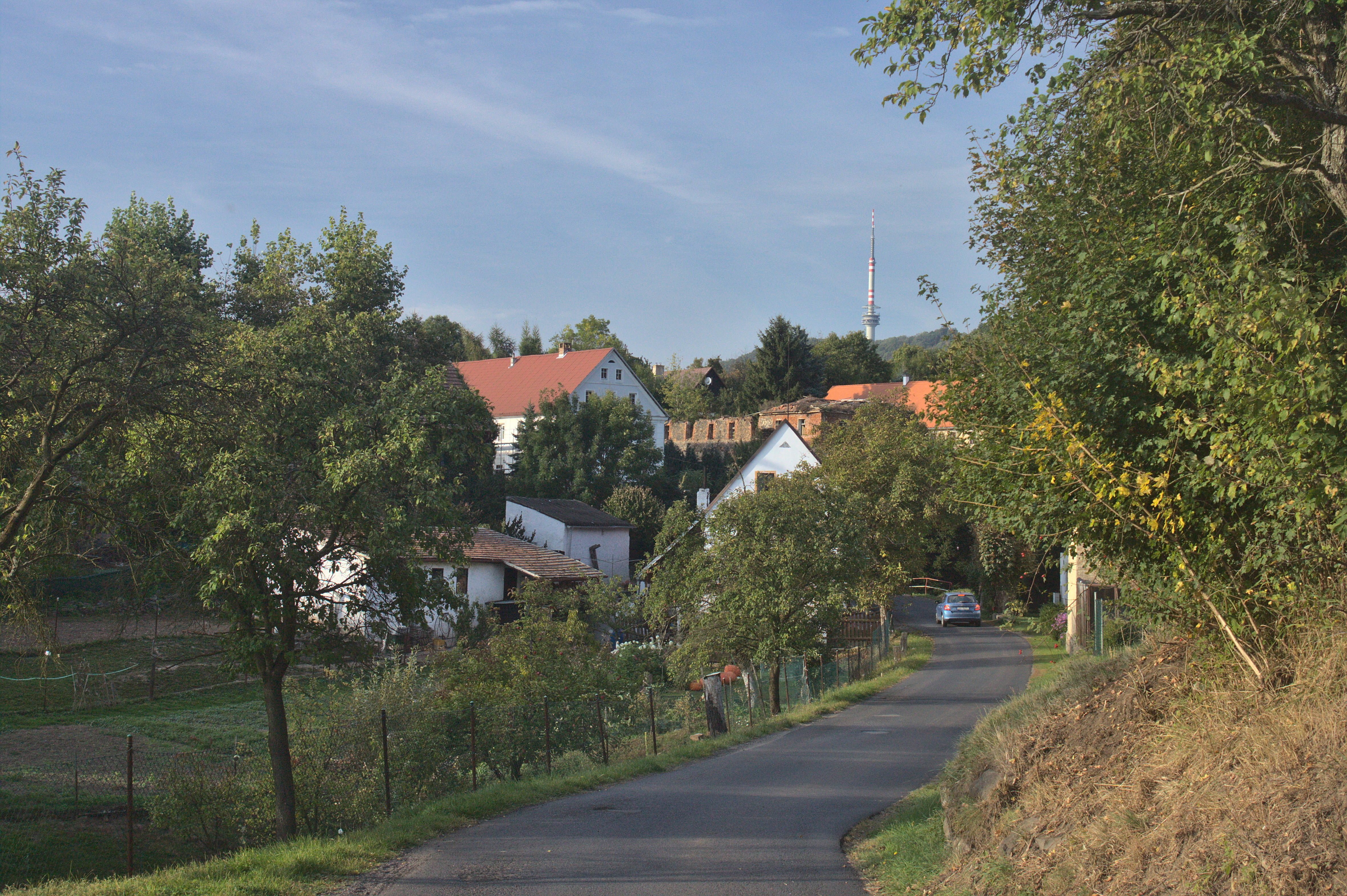
Dolní část vesnice
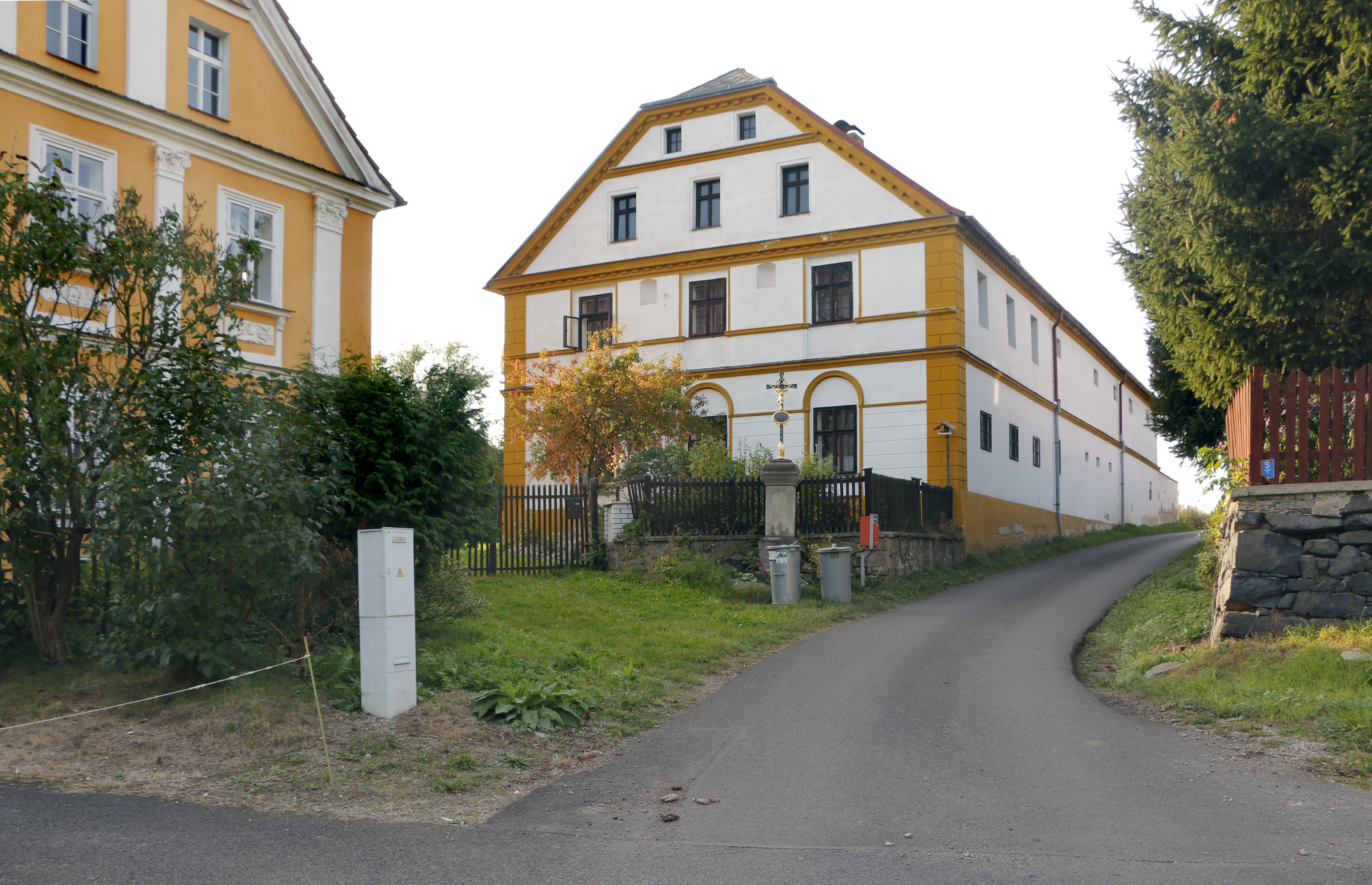
Dům čp. 45
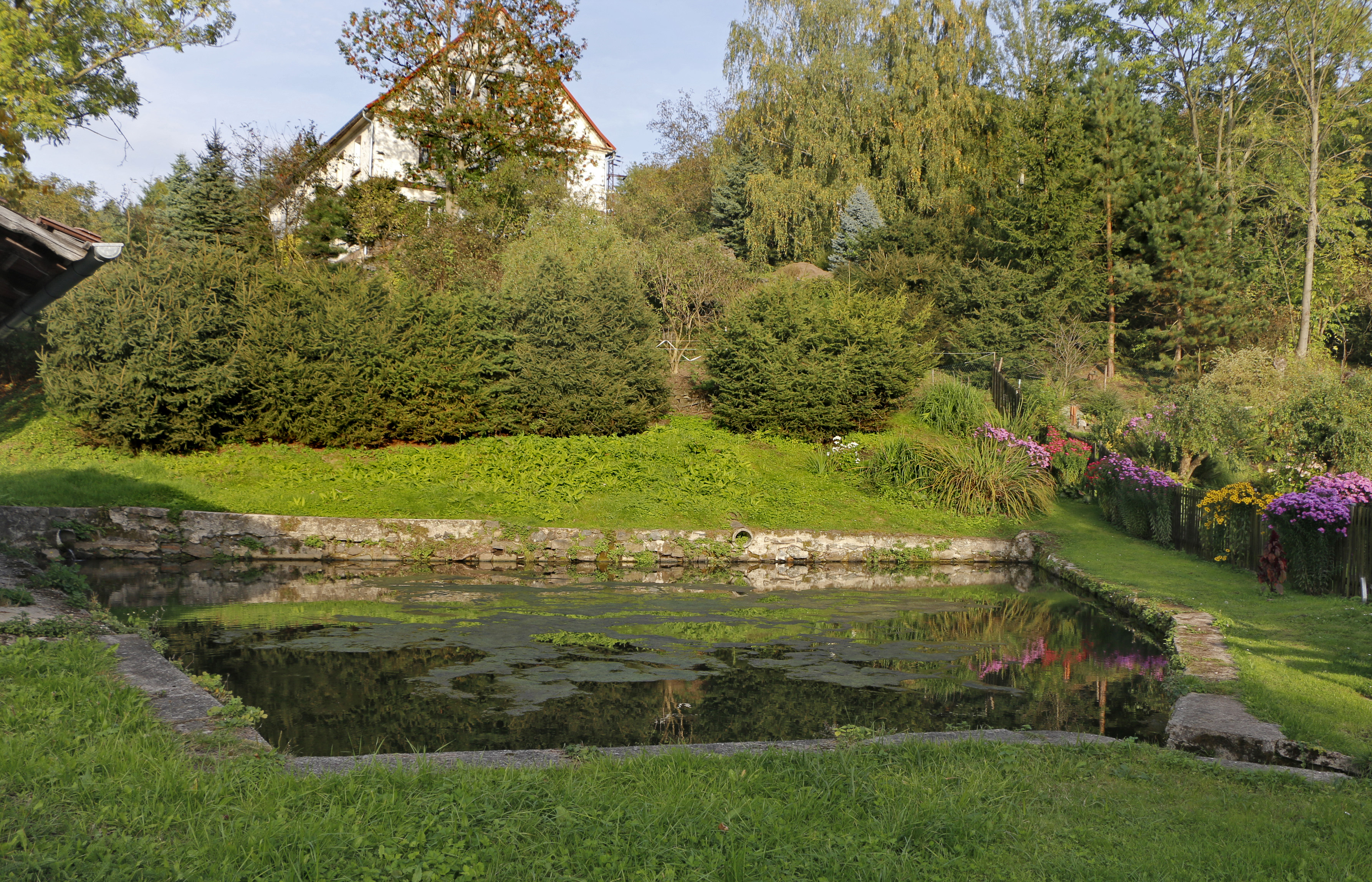
Rybník na návsi
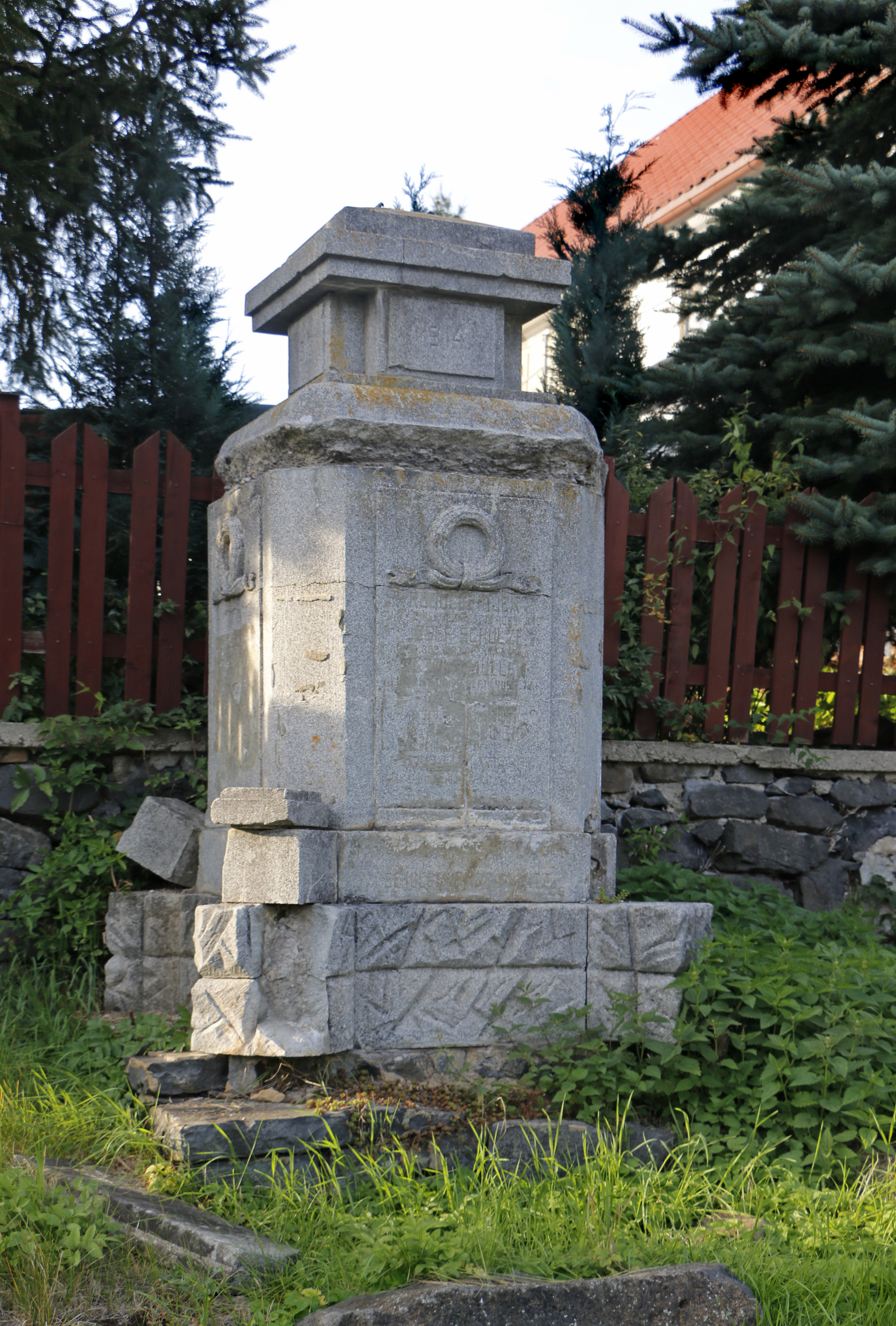
Podstavec památníku obětem války